# Уошингтон, Йонико Ива
Йонико Ива Уошингтон (англ. Yoniko Eva Washington), также известная как Тина Уошингтон (Tina Washington; род. 21 февраля 1993, Маскат, Оман) — индийская фигуристка, выступавшая в одиночном катании. Серебряный призёр чемпионата Индии (2008), участница чемпионата мира (2009, 2010).

## Биография
Встала на коньки в 2000 году. С 2002 года была членом клуба фигурного катания Джорджии (Georgia Figure Skating Club). Мать, Индра Уошингтон, поддерживала увлечение дочери и сопровождала её на соревнованиях. Вне льда Тина имела много хобби, интересовалась игрой на скрипке, коллекционированием монет и марок, кулинарией и чтением книг.
Во время спортивной карьеры жила и тренировалась в Дулуте, пригороде Атланты. Занималась на катке Atlanta IceForum в Дулуте, где её наставниками были Эйрен Нилсен, Кейси Китселл и Грэм Пейн. Также тренировалась под руководством олимпийской чемпионки в парном катании Барбары Вагнер. Постановщиком её программ была Бриттани Боттомз.
В январе 2008 года завоевала серебряную медаль пятого Всеиндийского чемпионата по фигурному катанию. Соревнования проходили на естественном льду в городе Шимла, расположенном недалеко от Гималаев. В турнире участвовали фигуристы из двенадцати индийских штатов, и спортсмены, такие как Уошингтон, проживавшие за пределами Индии.
На международном уровне одновременно каталась в юниорской и взрослой категориях. Осенью 2008 года выступила в двух юниорских Гран-при. На этапе во Франции стала двадцать восьмой среди тридцати пяти фигуристок. На другом этапе, Гран-при Великобритании, оказалась двадцать четвёртой и установила личный рекорд по системе ISU — 79,95.
На чемпионате мира в 2009 году заняла последнюю пятьдесят третью позицию. В следующем сезоне вновь участвовала в мировом чемпионате. За короткий прокат получила 24,24 балла, остановившись на предпоследнем пятьдесят втором месте. Тем самым не смогла попасть в финал, произвольную программу, куда прошли двадцать четыре участницы.

## Программы
| Сезон   | Короткая программа            | Произвольная программа                                     |
| ------- | ----------------------------- | ---------------------------------------------------------- |
| 2010/11 | - «Song of India» Томми Дорси | - «Eternal Melody» Ёсики                                   |
| 2009/10 | - «Storm» Ананда Шанкар       | - «Eternal Melody» Ёсики                                   |
| 2008/09 | - «Desert Rose» Джон Теш      | - «Music by James Covell» Лондонский симфонический оркестр |

## Результаты
| Соревнования                | 07/08         | 08/09         | 09/10         | 10/11         |
| Международные               | Международные | Международные | Международные | Международные |
| --------------------------- | ------------- | ------------- | ------------- | ------------- |
| Чемпионат мира              |               | 53            | 52            |               |
| Международные среди юниоров |               |               |               |               |
| Гран-при Чехии              |               |               |               | 30            |
| Гран-при Франции            |               | 28            |               |               |
| Гран-при Великобритании     |               | 24            |               |               |
| Национальные                |               |               |               |               |
| Чемпионат Индии             | 2             |               |               |               |